# 斯特凡大公鄉 (克勒拉希縣)
44°19′N 27°19′E / 44.317°N 27.317°E
斯特凡大公鄉（羅馬尼亞語：Comuna Ștefan Vodă, Călărași），是羅馬尼亞的鄉份，位於該國南部，由克勒拉希縣負責管轄，面積69平方公里，海拔高度37米，2007年人口2,459，人口密度每平方公里36人。